# روميو غالان
روميو غالان (بالإسبانية: Romeo Galán)‏ هو عداء سريع أرجنتيني، ولد في 7 يونيو 1933.

## وصلات خارجية
- روميو غالان على موقع أوليمبيديا (الإنجليزية)